# San Pedro (rzeka w Gwatemali)
San Pedro  (hiszp. Río San Pedro) – rzeka w północnej Gwatemali i wschodnim Meksyku. Rzeka wypływa ze środkowej części gwatemalskiego departamentu Petén i płynie na zachód w kierunku granicy gwatemalsko-meksykańskiej. Dalej płynie przez meksykański stan Tabasco w kierunku północnym, a następnie skręca na zachód i uchodzi do rzeki Usumacinta.
Długość rzeki na terenie Gwatemali wynosi 186,25 km.